# Суматранско бодливо свинче
Суматранското бодливо свинче (Hystrix sumatrae) е вид бозайник от семейство Бодливи свинчета (Hystricidae).

## Разпространение и местообитание
Разпространен е в Индонезия.